# 성젠
성젠(중국어 정체자: 盛鑑, 병음: Shèng Jiàn, 한자음: 성감, Justin Sheng Chien, 1973년 2월 1일 ~ )은 대만의 경극, 텔레비전, 영화 배우이다.

## 방송
- 무악전기

## 영화
- 적인걸 3: 사대천왕